# TR-85
Le TR-85 (pour Tanc Românesc model 1985, char roumain modèle 1985) est un char d'assaut roumain.

## Caractéristiques

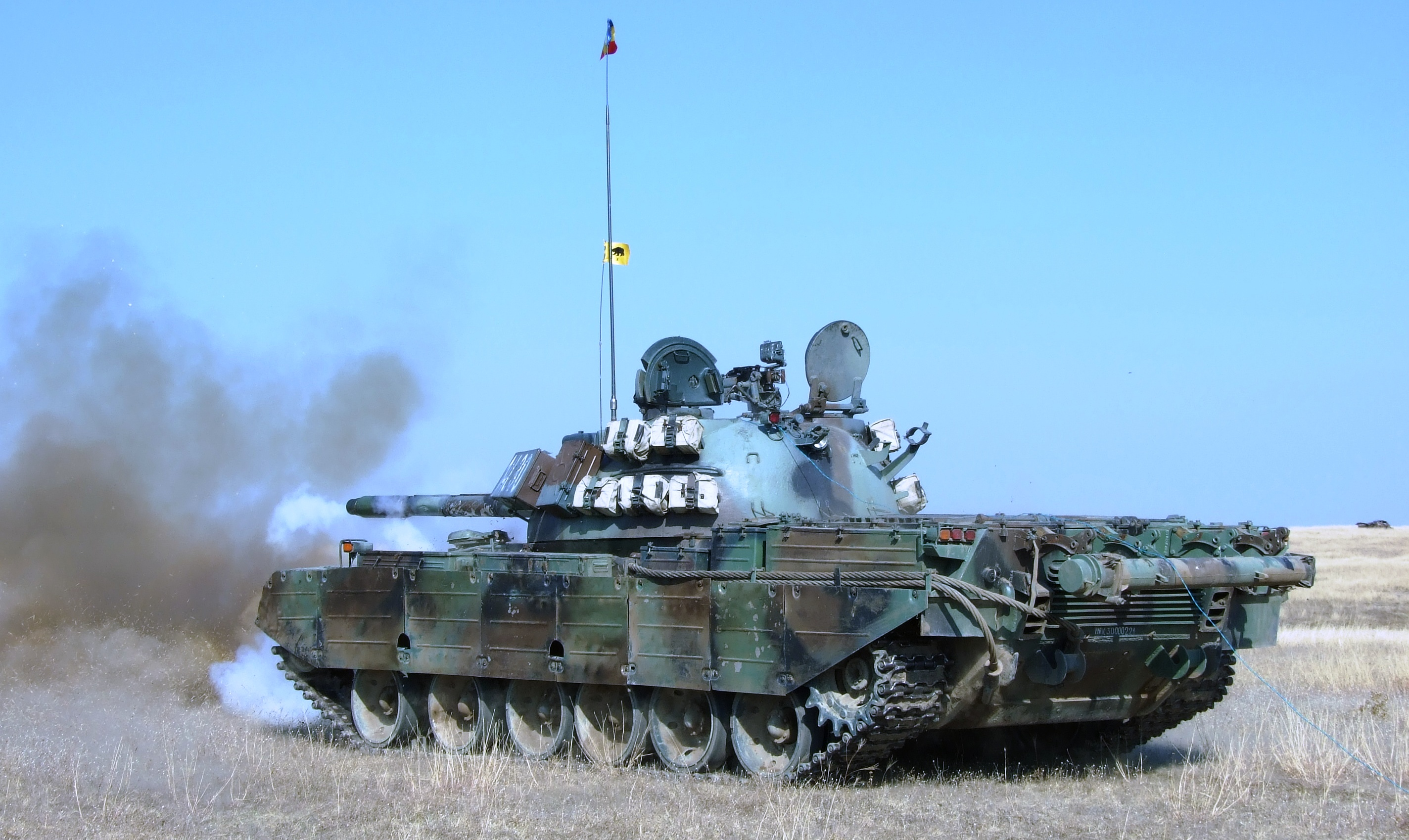
Tir d'un TR-85 en 2011.

Il constitue un développement du TR-77 (lui-même fondé sur le T-55 soviétique). Le TR-85 fut développé entre 1978 et 1986, et commença à être déployé à partir de 1986. Objet de multiples améliorations, la dernière version, TR-85M1 « Bison », a été produite à partir de 1999. Parmi les améliorations, on compte un moteur fiabilisé, une nouvelle tourelle modernisée (avec blindage renforcé), un nouveau système de contrôle de tir Ciclope-M (avec stabilisation du canon sur 2 axes EADS, un ordinateur de tir, un télémètre laser et une caméra thermique SAGEM MATIS pour le tireur), une coupole panoramique SFIM (Société Française des Instruments de Mesure) EC2−55R pour le chef de char, un avertisseur de pointage laser adverse, des chenilles caoutchoutées, un nouveau système de freinage, un système anti-incendie L'Hotellier (détection et extinction), un nouveau système de communication et de navigation, une meilleure protection contre les mines pour le conducteur, un canon fiabilisé de calibre 100 mm et la nouvelle munition pénétrateur à énergie cinétique BM-412Sg (capable de perforer un blindage d'une épaisseur de 425 mm à une distance de 1 000 mètres).
Une évaluation pour son remplacement débute en 2022.

## Utilisateurs
- Roumanie - 249 TR-85 et 54 TR-85M1[3]. 270 en ligne dans cinq bataillons blindés en 2022[2].

## Variantes
- TR-85 - première version de production.
- TER-85 - version de dépannage.
- TR-85M1 « Bison » - version modernisée.
- DMT-85M1 - véhicule de combat du génie fondé sur le châssis du char de combat TR-85M1. Le DMT-85M1 est équipé avec une nouvelle superstructure remplaçant la tourelle, d'une tourelle télécommandée, une grue hydraulique de 6.5 tonnes, une lame de bulldozer et de trois grandes griffes de déminage. Le système de déminage est produit par Pearson. Il peut opérer en environnement NBC.